# 成魚
成魚（せいぎょ）とは魚類の発育過程における一つの段階で、繁殖が可能になった魚を指す（未成魚の次の段階）。体の大きさや外見が成魚と変わらない場合も、繁殖の準備ができていなければこれに含まれない。
未成魚から成魚への移行は年齢によって決まるのではなく、種によって異なる一定の全長に達することの影響が強い。成熟するまでの時間は成長の速度によって左右される。また、成魚になるまでの年数は、最低成熟年数とよばれる。魚類の多くは、ほぼ同時期かオスの方が早く成熟する。ただし、オイカワなど一部の種はメスが先に成熟することがある。
同じ成魚とはいえ、一生の間に繁殖できる回数は様々であり、サケやアユのように一生に一度のみしかできない種もある。多くの魚は1年に一度産卵する。一方でメダカのように条件が良ければ、1年に何度でも産卵できる種もある。
老化により生殖線が閉鎖し、産卵期を迎えても、繁殖ができなくなった魚を老魚（ろうぎょ：senility）または老成魚（ろうせいぎょ）とよぶことがある。しかし、種によってはこの段階がないものもあり、淡水魚の多くがこれに含まれる。ただし、この場合も産卵および放精の能力は衰え、産み出されずに体内で再吸収される卵の割合が高くなる。それに加え、卵全体の数も減少する。また、骨がもろくなり、運動能力も衰える。。しかし、一生のうちに一度しか産卵しない種は明らかにこの段階は存在しない。
老熟すると体色および模様に変化が起こる種もある。この例としては、イシダイやイシガキダイなどが挙げられる。

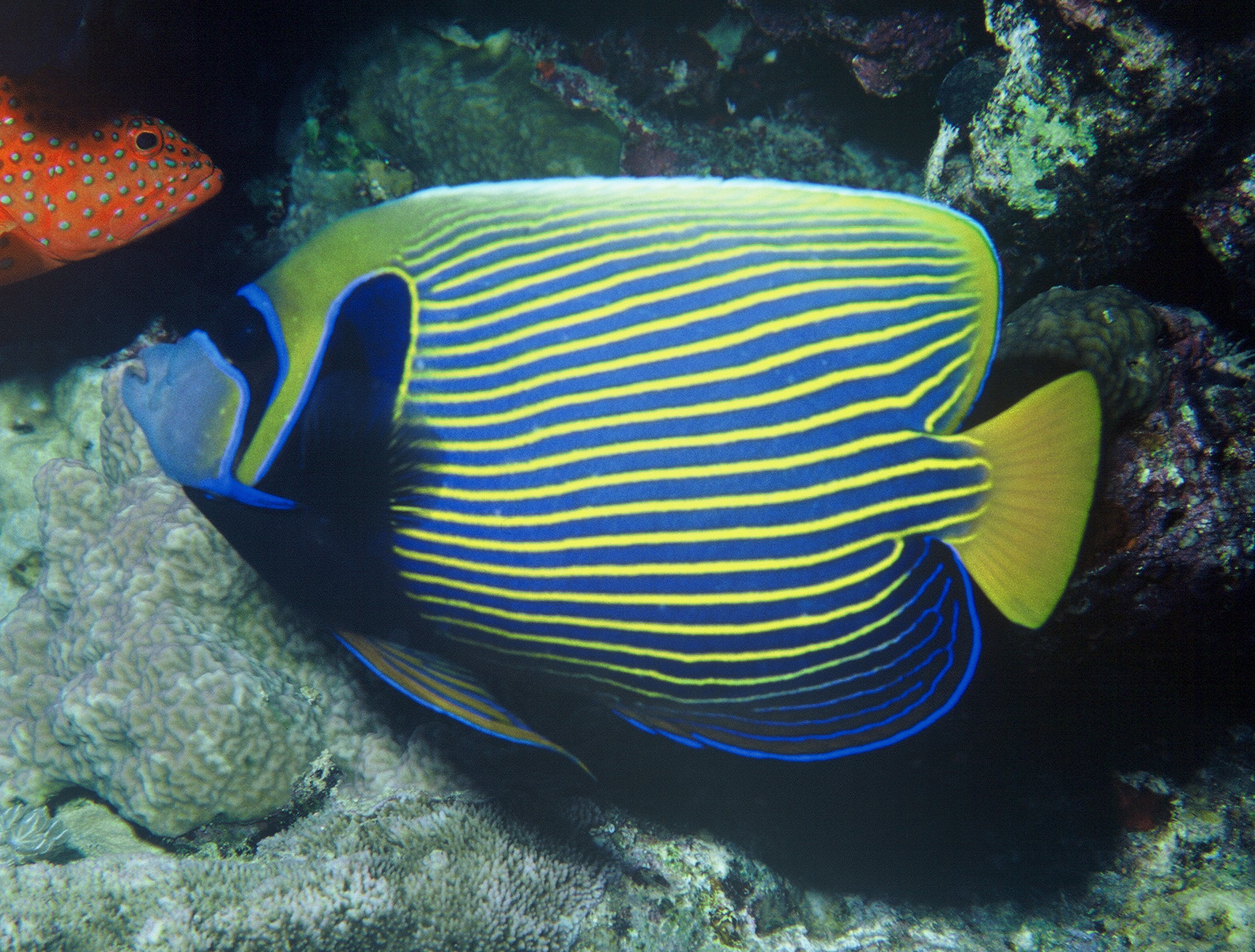
タテジマキンチャクダイの成魚

## 成魚の呼称について
ブリ、ボラ、スズキ、マイワシなどの出世魚と呼ばれる魚は、幼魚（未成魚）までは別の名称で呼ばれることがある。こうした魚も、標準和名には成魚の呼び名が用いられる。しかし、成魚になった後も、名称が変わることがあり、例えば大きく成長したボラの成魚は「トド」、ブリの場合は「オオブリ」と呼ばれることがある。また、群を抜いて大きなコイは「トビ」と呼ばれることがある。これは、成魚を迎えた後も、速度は遅くなるものの、成長が続くことが関係している。